# 1849 Kresák
1849 Kresák eller 1942 AB är en asteroid i huvudbältet, som upptäcktes 14 januari 1942 av den tyske astronomen Karl Wilhelm Reinmuth i Heidelberg. Den har fått sitt namn efter den slovakiska astronomen Ľubor Kresák.
Asteroiden har en diameter på ungefär 21 kilometer och den tillhör asteroidgruppen Eos.